# マスク (1985年の映画)
『マスク』（Mask）は、1985年に公開されたアメリカ映画。
頭蓋骨幹異形成症（ライオン病）と呼ばれる奇病を持った実在の人物ロッキー・デニスの生涯を描いたヒューマン・ドラマ映画。少年と自由奔放な母親、彼らを取り巻く人々との絆を温かく描写した。主人公の母フローレンス役のシェールがカンヌ映画祭女優賞を受賞。

## ストーリー
1979年のアメリカ。中学3年生のロッキー（エリック・ストルツ）は2200万人に1人の割合で発症する頭蓋骨形成異常疾患（ライオン病)に冒されて顔が肥大化し、大きなライオンのマスクを被ったような外見だった。ロッキーの母親のラスティはフリーランスで働きながら一人で子育てしていたが、バイクを乗り回すヒッピーたちの仲間で、夜な夜な遊び歩いては男と麻薬に溺れる女性だった。
ヒッピーたちは心優しく、彼らと交流するロッキーも純真で明るい性格に育っていた。引っ越して公立中学校に転入しようと、特殊学校を勧める校長に「変ってるのは外見だけ」と押し通すロッキー母子。実際にロッキーは非常に成績優秀だったが、常に通院し頭痛に悩まされ、生まれた時から余命半年と告げられ続けていた。ジーパンでは卒業式(アメリカでは6月)に出られないと欠席するつもりの貧しいロッキーに、少しずつカンパしてスーツをプレゼントするヒッピーたち。ロッキーは数学や歴史など、ほとんどの学科の最優秀生として表彰された。
母親に麻薬をやめて欲しいロッキーだが、訪ねて来た両親(ロッキーの祖父母)の前でも朦朧とした姿を晒すラスティ。嫌気が差したロッキーは、だらしない母親の代わりに家事をすることを放棄し、高校進学前の夏休みを泊まり込みのボランティアで過ごすことにした。それは、盲目の少年少女のサマーキャンプを世話する仕事だった。
キャンプで盲目の美少女ダイアナ（ローラ・ダーン）と恋に落ちるロッキー。だが、最終日に迎えに来たダイアナの両親は、ロッキーを見るなり娘を連れ去った。バイクでヨーロッパ旅行をすることが夢で金を貯めていたが、一緒に行くはずの友人も転居して去ってしまった。
自宅にヒッピー仲間を集めてパーティーを開いた夜、ひどい頭痛で早めに休んだロッキーは眠るように息を引き取った。翌朝、気づいた母親のラスティは涙ながらに息子を抱きしめた。

## キャスト
- 日本語吹き替え[2]

ロッキー・デニス
演 - エリック・ストルツ（草尾毅）
実は「ロッキー」は通称で、本当の名前は「ロイ」である。別の学校からノース・アヴェニュー中学校の9年生(日本の中学3年生にあたる)に転入してきた。赤毛の天然パーマのような髪型をしている。優等生で特に数学・科学・歴史が得意。多少の偏見にも負けない明るい性格でお喋り好きで優しい少年。嫌な気分になると自分の部屋で大きめの音で好きな曲をかけて気分を落ち着かせる。
ゴールデンリトリバーの白い子犬に「スクリーチ」と名づけて飼い始める。趣味は野球カード集めで、特に大好きな1955年当時のブルックリン・ドジャースの選手を集めている。ひと回り以上年上のバイク好きの男たちと仲良し。お金を貯めてオートバイでヨーロッパの国々を旅行するのが夢。
フローレンス・デニス
演 - シェール（秋野暢子）
ロッキーの母。作中では「ラスティ」と呼ばれている。難病を抱えるロッキーを他の子供と同じように育てている。ロッキーに対しては愛情深いが、時々行動が行き過ぎることもある。また、基本的に短気でちょっとしたことで機嫌を損ねやすい性格。家では犬以外にも金魚や猫などのペットを飼育している。薬物を常用していて、ロッキーから注意されるが中々やめられない。
ガー
演 - サム・エリオット（津嘉山正種）
フローレンスの元恋人。親子関係はないがロッキーの父親のような存在。ロッキーと仲が良く頼れる人物。バイクに乗ったりバイクをいじったりするのが好きで、バイク仲間たちとも仲がいい。ロッキーが5歳ぐらいの頃に、バーで働いていたフローレンスに出会って親しくなる。その後一緒に暮らしてはフローレンスとケンカをして出て行き、しばらくしてよりを戻してまた一緒に暮らすという生活を繰り返している。
ダイアナ・アダムス
演 - ローラ・ダーン（鈴木砂織）
サマーキャンプに来ていた盲目の女の子。ロッキーから好意を寄せられる。「生まれつき目が見えないため、色の概念がよく分からない」と語ったことからロッキーが物の感触を通して色による違いを教える。家に馬を1頭飼っていて馬が好きで、スピードはゆっくりだが乗馬もできる。
エイブ
演 - リチャード・ダイサート（藤本譲）
ロッキーの祖父。フローレンスの父。過去にフローレンスには、いい学校に行っていい会社に入ってくれることを望んでいたが、願いが叶わなかったこともあり、あまり仲が良くない。
エベリン
演 - エステル・ゲティ（鈴木れい子）
ロッキーの祖母。フローレンスの母。ロッキー母子が引っ越す前は一緒に住んでいた。エイブがフローレンスに余計なことを言って機嫌を損ねないかとヒヤヒヤしている。
ベン
演 - ローレンス・モノソン（佐藤浩之）
ロッキーと同じ年ぐらいの親友。父親と一緒に暮らしていたが、作中の冒頭でロッキーのいる町に戻ってきた。お金を貯めてロッキーと一緒にヨーロッパ旅行することを楽しみにしている。最近野球カードを集めだしたがロッキーのお目当てのカードを持っていたため、価値をよく知らないまま交換する。
ベイブ
演 - ミコール・メルキュリオ（竹口安芸子）
ベンの母。夫とは不仲なため別居中。夫についてベンは「最高の父親」と言っているが「私には最低(の夫)」と返している。ベンと共にバイク仲間の集会に参加している。
ドーザー
演 - デニス・バークレイ（郷里大輔）
バイク仲間のひとり。あだ名は「ドーズ」。大柄な体格で腕っ節が強いが、年下のロッキーを可愛がっており実は優しい人物。ただしロッキーを偏見の目で見てからかう人がいると威嚇する。ロッキーによると「喋るのが嫌い」とのことで作中ではあまり言葉を発しない。
レッド
演 - ハリー・ケイリー・ジュニア（増岡弘）
バイク仲間の年長者でリーダー。いつも数人の仲間たちを引き連れて、ハーレーダビッドソンなどのバイクで共に行動している。自身を含めて仲間たちは、ロッキーも大切な仲間のように接している。
デンプシー・エリック
演 - クレイグ・キング（堀川りょう）
ノース・アヴェニュー中学校に通うロッキーのクラスメイト。偶然ロッキーとロッカーが隣同士になり、事務員から教わったばかりの暗証番号を間違ってメモして開かなかった所、暗記力の高いロッキーに助けられたことから一目置く。ロッキーに家庭教師を頼み、金を払って苦手な勉強を見てもらう。
校長(ワルター・シム)
演 - ベン・ピアッツァ（上田敏也）
ノース・アヴェニュー中学校校長。当初ロッキーの顔をひと目見ただけで特殊学級を勧めたが、母親の説得に考えを改めて転入を受け入れる。盲学生のキャンプの所長である友人がおり、中学最後の夏休みにサマーキャンプのC.A.(カウンセラーの助手)としてロッキーに無料で参加することを提案する。
ヴィントン医師
演 - アンドリュー・ロビンソン（有本欽隆）
ロッキーのかかりつけの病院に最近働き始めた医師。ロッキーに余命半年と宣告するが、そういう宣告をされ続けてきて慣れっこのロッキー母子の反応に驚く。
売春婦の女性(ローリー)
演 - ケリー・ミンター
19歳。バーにいた所、彼女がいないロッキーのためにフローレンスが自宅に連れてきた。初対面のロッキーに一瞬驚くものの、偏見は持たずに話をして一晩を過ごす。悲観的な考え方の持ち主で、人生の運の無さを嘆いている。普段は25ドルで商売をしている。シアトルに姉がいるとのこと。

## ロッキーの病気について
- ロッキーが4歳の頃に頭部に異常が見つかる。検査の結果、作中では病名は「ライオニティス（ライオンのような顔、という意味）」と診断される。潜性形質遺伝子が原因とされ、新生児の2200万人に1人の割合で起こる病気とされる。「異常な量のカルシウムが頭蓋骨全体に沈着したために起こる」と説明されている。具体的には頭部、鼻の辺り、あご周りなどの骨が必要以上に発達する。
- これまでに何度も複数の医者から「今後知能や身体に障害が出る」「余命はあと数か月」などと言われてきたが聞くだけ無駄として、ロッキー母子共々あっけらかんとしている。作中では病気の影響でたまに激しい頭痛に見舞われるが痛み止めの薬などは飲まず、楽しいことを考えて徐々に痛みが和らぐまでやり過ごしている。